# Acartia jilletti
Acartia jilletti is een eenoogkreeftjessoort uit de familie van de Acartiidae. De wetenschappelijke naam van de soort is voor het eerst geldig gepubliceerd in 1976 door Bradford.